# Ляховські острови
Ля́ховські острови́ (рос. Ляховские острова, якут. Эһэлээх арыылар) — група великих островів на межі двох морів Східно-Сибірського та Лаптєвих. Належать до складу Новосибірських островів. Територіально належать до Республіки Саха, Росія.
Площа островів становить 6100 км². Висота до 311 м — гора Емій-Тас (острів Великий Ляховський). Протокою Дмитра Лаптєва відокремлені від материка, протокою Санникова — від островів Анжу.
Група складається з 4 основних островів, та декількох дрібних, які час від часу затоплюються:
- Великий Ляховський острів
- Малий Ляховський острів
- Стовповий острів
- Хопто-Терер

На захід від Стовпового острова знаходиться Семенівська мілина, яка раніше було островом Семенівським.
Острови рівнинні з багаторічною мерзлотою та викопним льодом. Поширені балки та термокарстові озера. Рослинність представлена полігональною болотистою осоково-злаковою тундрою. Серед тварин поширений песець.
Відкриті й досліджені в 1712 році Яковом Пермяковим та Меркурієм Вагіним, в 1770-их названі на честь якутського купця Івана Ляхова, який займався промислом мамонтової кістки на цих островах.
| Росія | Це незавершена стаття з географії Росії. Ви можете допомогти проєкту, виправивши або дописавши її. |